# Hynek Boček z Poděbrad
Hynek z Poděbrad, známý též jako Hynek Boček († 16. října 1426 Nymburk), byl český šlechtic z významného rodu pánů z Kunštátu a husitský válečník.
Jeho otcem byl Boček starší z Poděbrad. Měl bratry Jana, Bočka (zvaného mladší) a Viktorína, při dělení rodinného majetku mu připadly Poděbrady.
První písemná zmínka o Hynkovi pochází z roku 1420. Na počátku husitských válek stál na straně Zikmunda, ale poté, co mu Zikmundova vojska po neúspěšném tažení poplenila jeho majetky, přidal se na stranu husitů a bojoval proti nim. 25. listopadu drancující Němce na Poděbradsku porazil, při druhé akci se však nedočkal pražských posil a musel se zachránit útěkem na svůj poděbradský hrad. Často vystupoval se svým bratrem Viktorínem. Patřili k orebitské šlechtě a byli věrnými spojenci Jana Žižky z Trocnova. V roce 1423 byli oba mezi k hlavními veliteli husitského tažení na Moravu, kde měl rod pánů z Kunštátu své rodové statky. Zúčastnili se vítězné bitvy u Kroměříže.
Počátkem roku 1424 vytáhl Hynek do Horní Lužice, kde pobořil hrad Karlsfield a plenil v jeho okolí. Začátkem června téhož roku pomohl Žižkovi vyváznout z obklíčení vojsky svatohavelské koalice u Kostelce nad Labem. Vyjednával pak s pražany a dostal se do zajetí; byl uvězněn v Nymburce a pak převezen do Mělníka, ale nakonec byl na záruku a čestné slovo propuštěn (slovo nedodržel a kauci zaplatili ručitelé). Následujícího roku rozšířil Hynek poděbradské državy o panství Kostomlaty na úkor vzdáleného příbuzného Jana Pušky z Kunštátu z lysické rodové větve, kterého se zradou zmocnil a který pak ve vězení na Poděbradech zemřel. Příčinou tohoto jednání mohla snad být příchylnost Jana Pušky k pražanům, ale bylo tu i déle trvající záští mezi poděbradskou a lysickou větví Kunštátů.

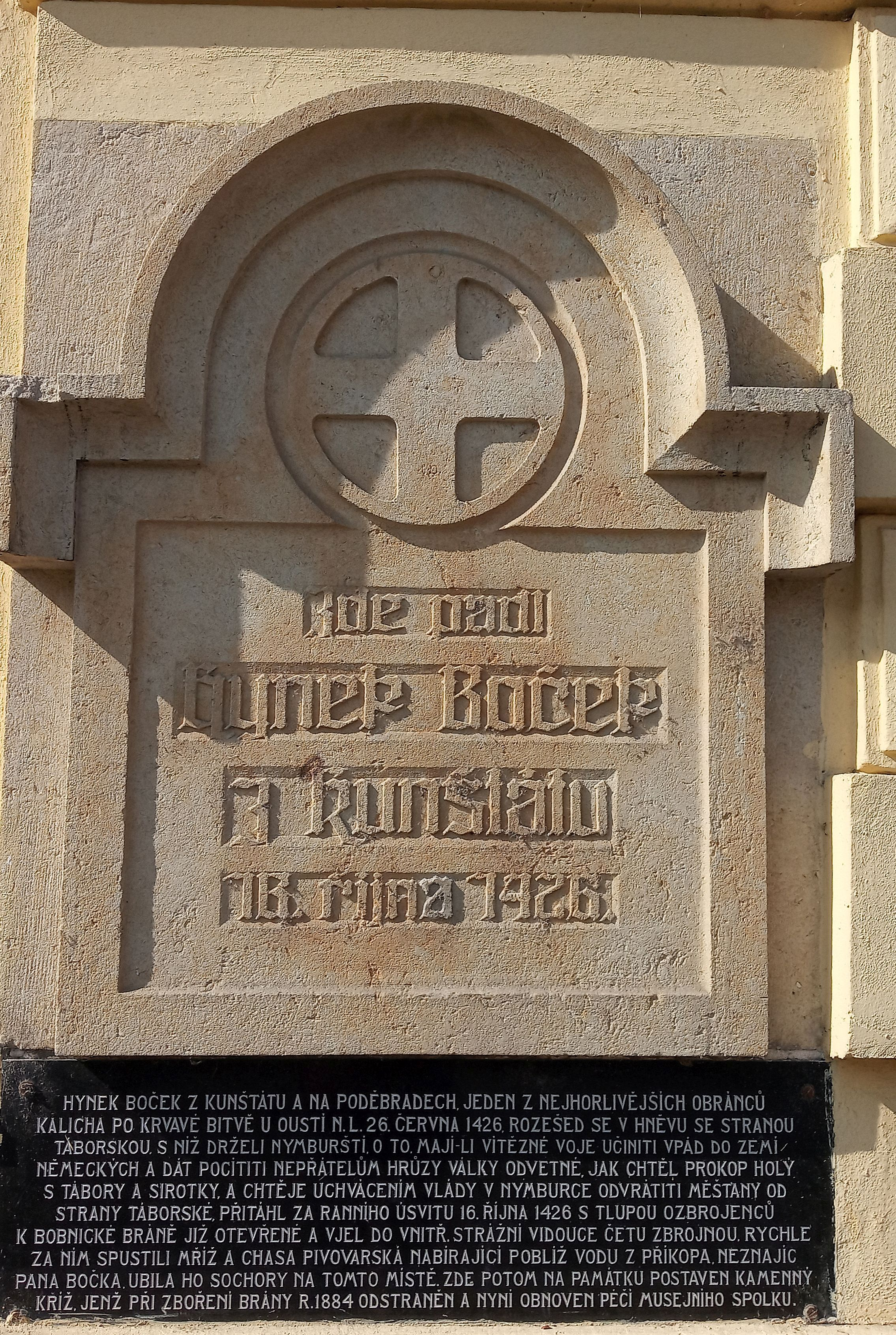
Pamětní deska v Nymburce na místě Hynkovy smrti

Později se Hynek z Poděbrad přidal k pražanům. S nimi se v roce 1426 zúčastnil bitvy u Ústí nad Labem. Po bitvě měl vážnou rozepři s Prokopem Holým a Kunešem z Bělovic, vůdci táborsko-sirotčího vojska, kteří chtěli pokračovat protiofenzívou. Ti pak přitáhli se svými oddíly k Poděbradům, které po dobu pěti týdnů neúspěšně obléhali. Když odtáhli a hrozba pominula, vyrazil Hynek se svými vojáky na Nymburk, který patřil k táborské straně. Při vpádu do města, kdy vnikl branou dovnitř dřív než jeho družina, však byl zabit. Zprávy o jeho smrti se různí. Pravděpodobnější je verze zastřelení (snad šípem), ale např. pamětní deska v místech bývalé Bobnické brány v Nymburce uvádí, že zde byl ubit pivovarskou chasou. Zemřel bez potomků.